# Februar 2000
Portal Geschichte | Portal Biografien | Aktuelle Ereignisse | Jahreskalender | Tagesartikel

◄ |
19. Jahrhundert |
20. Jahrhundert
| 21. Jahrhundert

◄ |
1970er |
1980er |
1990er |
2000er
| 2010er | 2020er | 2030er | ►

◄ |
1996 |
1997 |
1998 |
1999 |
2000
| 2001 | 2002 | 2003 | 2004 | ►

◄ |
November 1999 |
Dezember 1999 |
Januar 2000 |
Februar 2000 |
März 2000 |
April 2000 |
Mai 2000 |
►
Dieser Artikel behandelt tagesbezogene Nachrichten und Ereignisse im Februar 2000.

## Tagesgeschehen

### Dienstag, 1. Februar 2000
- Deutschland, Philippinen: Der Investitionsschutzvertrag zwischen beiden Staaten tritt in Kraft.[1]
- Vaduz/Liechtenstein: Das Fürstentum ratifiziert das Übereinkommen über die Anerkennung von Qualifikationen im Hochschulbereich in der europäischen Region, mit der Hochschulreifezeugnisse und Hochschulabschlüsse in allen Vertragsstaaten gegenseitig anerkannt werden.[2]

### Mittwoch, 2. Februar 2000
- Teheran/Iran: Bei einer Flugzeugkollision auf dem Flughafen Teheran-Mehrabad kommen acht Personen ums Leben.[3]

### Freitag, 4. Februar 2000

Logo der Mobilfunk-Marke D2

- Düsseldorf/Deutschland: Der Aufsichtsrat der Mannesmann AG stimmt nach einer monatelang andauernden feindlichen Übernahme dem Angebot des britischen Mobilfunk-Dienstleisters Vodafone Group zu, die mit dem Erwerb von Mannesmann zum weltweit größten Mobilfunk-Anbieter aufsteigen wird. Der Kaufpreis in Aktien beträgt circa 190 Milliarden Euro.[4]
- Paris/Frankreich: Auf dem ersten „Weltgipfeltreffen gegen Krebs“ fassen Vertreter der Weltgesundheitsorganisation, der Union internationale contre le cancer (deutsch Internationale Vereinigung gegen Krebs) und anderer Organisationen zehn Beschlüsse für effektivere Maßnahmen gegen Krebs-Erkrankungen. Die Teilnehmer schätzen, dass in naher Zukunft pro Jahr 20 Millionen Menschen an Krebs erkranken werden.[5]
- Wien/Österreich: Bundespräsident Thomas Klestil gelobt die neue Bundesregierung unter Bundeskanzler Wolfgang Schüssel (ÖVP) an, während vor der Hofburg tausende Menschen gegen Nationalismus und Rassismus protestieren. Erstmals gehören einer österreichischen Regierung Parteimitglieder der ÖVP sowie der FPÖ an.[6]

### Samstag, 5. Februar 2000
- Antarktika: Über das Festland rund um den Südpol zieht eine partielle Sonnenfinsternis.[7]
- Berlin/Deutschland: Die Bundesregierung erklärt, den Bau der geplanten Transrapid-Magnetschwebebahn-Strecke zwischen der deutschen Hauptstadt und Hamburg nicht weiter zu verfolgen. In den letzten Monaten forderte Hartmut Mehdorn als Vorsitzender des Vorstands der Deutschen Bahn AG eine „Nachbesserung“ der staatlichen Finanzbeihilfe, ansonsten könne sein Unternehmen weder den Bau noch den Unterhalt der Strecke verwirklichen.[8]

### Sonntag, 6. Februar 2000

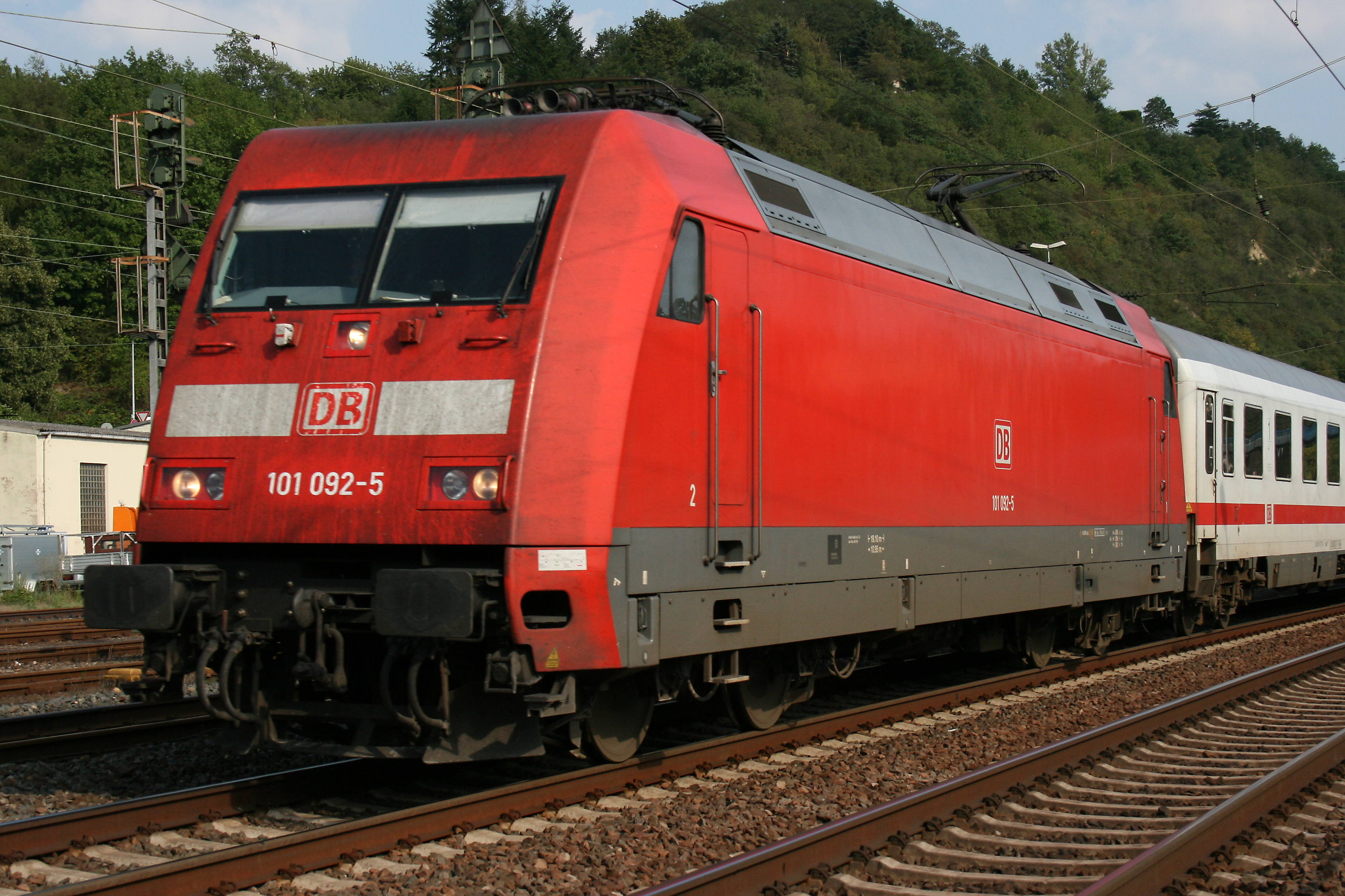
Das Triebfahrzeug, mit dem der D 203 nahe Brühl verunglückt

- Brühl/Deutschland: Bei einem Zugunglück in Nordrhein-Westfalen kommen neun Passagiere ums Leben.
- Helsinki/Finnland: Bei der Stichwahl um das Amt des Präsidenten der Republik Finnland erhält Tarja Halonen von der Sozialdemokratischen Partei circa 3 % mehr Wählerstimmen als Esko Aho von der Zentrumspartei.[9]

### Dienstag, 8. Februar 2000

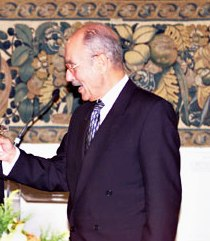
Konstantinos Stefanopoulos

- Athen/Griechenland: Das Parlament bestätigt den parteilosen Präsidenten der Republik Konstantinos Stefanopoulos in seinem Amt.[10]
- Berlin/Deutschland: Wim Wenders wird als bester Regisseur mit der Goldenen Kamera ausgezeichnet.[11]

### Mittwoch, 9. Februar 2000
- Berlin/Deutschland: Die 50. Internationalen Filmfestspiele Berlin werden mit dem Film The Million Dollar Hotel des Regisseurs Wim Wenders eröffnet. Während die Hauptspielstätte des Festivals ins Musicaltheater am Marlene-Dietrich-Platz umgezogen ist, fungiert der traditionelle Zoo Palast nun als Zentrum des Berlinale-Kinderfilmfests.[12]

### Sonntag, 13. Februar 2000
- Lagos/Nigeria: Co-Gastgeber Nigeria verliert gegen Kamerun knapp das Finalspiel der 22. Fußball-Afrikameisterschaft. Nach 120 Minuten steht es 2:2, im Elfmeterschießen behält Kamerun mit 4:3 die Oberhand.[13]
- Dresden/Deutschland: Der Duke of Kent, Prince Edward übergibt am 55. Jahrestag der Luftangriffe auf Dresden das neue Kuppelkreuz der Dresdener Frauenkirche an den sächsischen Landesbischof Volker Kreß.[14]
- Camilla/Vereinigte Staaten: Bei einem Tornado-Outbreak wurden in Georgia 18 Menschen getötet und über 200 verletzt.[15]

### Dienstag, 15. Februar 2000
- Bamako/Mali: Mandé Sidibé wird Staatspräsident.
- Brüssel/Belgien: Die Verhandlungen mit Bulgarien, Lettland, Litauen, Malta, Rumänien und der Slowakei über deren Beitritt zur Europäischen Union beginnen.[16]

### Mittwoch, 16. Februar 2000
- Berlin/Deutschland: Wolfgang Schäuble erklärt vor der CDU/CSU-Bundestagsfraktion seinen Rücktritt als Partei- und Fraktionsvorsitzender.

### Donnerstag, 17. Februar 2000

Windows-2000-Logo

- Redmond/Vereinigte Staaten: Microsoft veröffentlicht das Betriebssystem Windows 2000.

### Freitag, 18. Februar 2000
- Zagreb/Kroatien: Stjepan Mesić wird Staatspräsident.

### Sonntag, 20. Februar 2000
- Berlin/Deutschland: Die Jury der 50. Internationalen Filmfestspiele Berlin zeichnet den Film Magnolia von Regisseur Paul Thomas Anderson als besten Beitrag des Festivals mit dem Goldenen Bären aus.[17]
- Bischkek/Kirgisistan: Parlamentswahlen

### Dienstag, 22. Februar 2000
- Hamburg/Deutschland: Gruner + Jahr startet ein Internetportal namens Computer Channel. Damit will das Unternehmen mit Korrespondenten in München, Frankfurt am Main, London und San Francisco eine marktbestimmende Position im Online-Journalismus erreichen.
- Mendoza/Argentinien: Soldaten der Streitkräfte Argentiniens bargen auf dem Vulkan Tupungato Wrackteile eines Flugzeugs, bei denen es sich mit hoher Wahrscheinlichkeit um Überreste der 1947 verschwundenen Passagiermaschine Star Dust handelt.[18]
- Beira/Mosambik: Der Zyklon trifft auf Land und verschärft die ohnehin schon angespannte Situation der Hochwasser in Mosambik weiter.

### Mittwoch, 23. Februar 2000

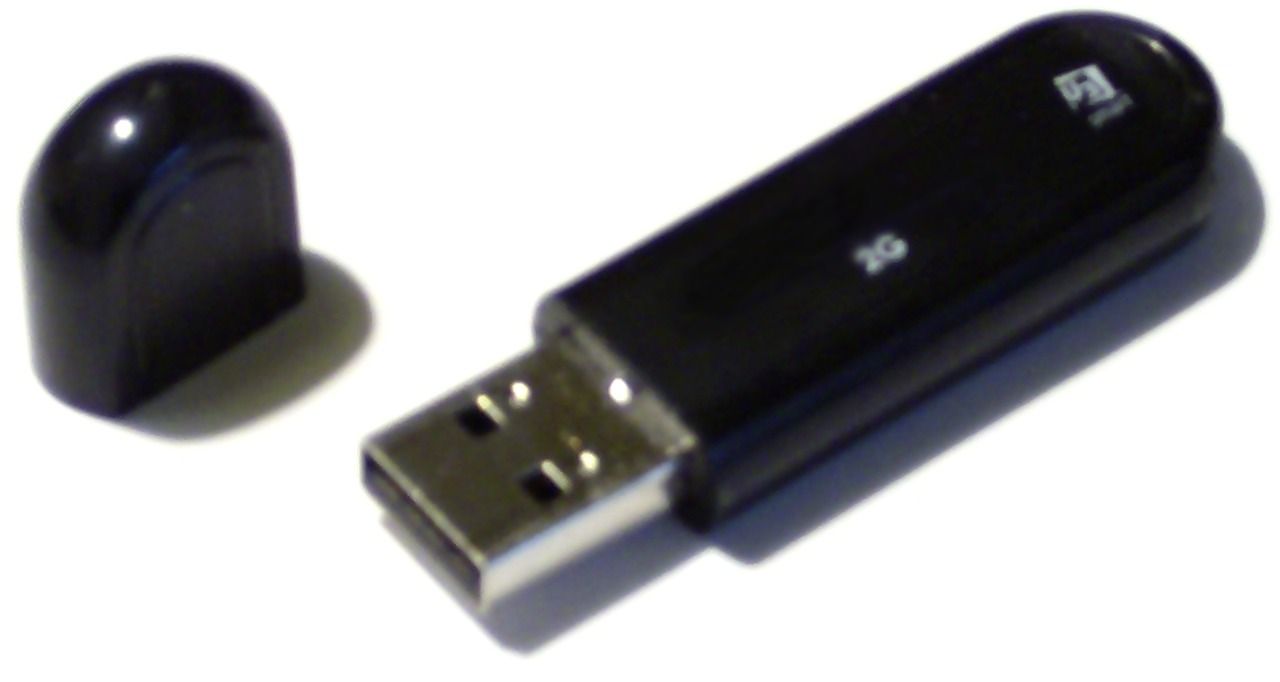
Marktreifer neuer Datenspeicher: USB-Stick

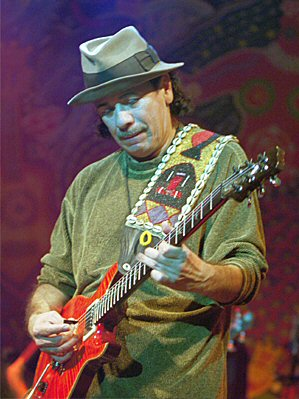
Carlos Santana

- Hannover/Deutschland: Auf der Cebit präsentiert die Firma Trek 2000 International eine neue Technik zur Datenspeicherung: den USB-Stick.[19]
- Los Angeles/Vereinigte Staaten: Zu den Gewinnern bei den 42. Grammy Awards gehören Anne-Sophie Mutter, Thomas Quasthoff und die Berliner Philharmoniker. Der Latin-Rock-Musiker Carlos Santana erhält acht Auszeichnungen.[20]

### Donnerstag, 24. Februar 2000
- Kairo/Ägypten: Papst Johannes Paul II. besucht die al-Azhar-Universität, die als führende wissenschaftliche Einrichtung im Dār al-Islām gilt. Er sieht seinen Besuch als Werbung für mehr interreligiösen Austausch.[21]
- New York/Vereinigte Staaten: Der UN-Sicherheitsrat genehmigt den Ausbau der Friedensmission im Kongo. Künftig beobachten über 5.500 Blauhelmsoldaten die Einhaltung der Waffenruhe.[22]
- Manila/Philippinen: Der Vulkan Mayon bricht nach siebenjähriger Ruhe aus, im Laufe der Eruption müssen 46.000 Menschen aus 46 Dörfern in Sicherheit gebracht werden.[23]

### Sonntag, 27. Februar 2000
- Duschanbe/Tadschikistan: Parlamentswahlen
- Kiel/Deutschland: Heide Simonis, die 1993 als erste Frau an die Spitze einer deutschen Landesregierung gelangte, erhält bei der Wahl in Schleswig-Holstein erneut das Vertrauen der Stimmberechtigten. Auf ihre Partei, SPD, entfallen 43,1 %, auf die nachfolgende CDU 35,2 %. Für die Grünen, Koalitionspartner der SPD, entscheiden sich 6,2 %.[24]
- Cairns/Australien: Der Zyklon Steve tritt mit der Stufe 2 auf das australische Festland. In den folgenden Tagen zieht er immer der Küste entlang über das Northern Territory bis nach Western Australia.

### Montag, 28. Februar 2000
- Wien/Österreich: Der Vorsitzende der FPÖ, Jörg Haider, tritt von seinem Amt zurück. Neue Vorsitzende wird Susanne Riess-Passer.[25]